# Pozo Hondo
Pozo Hondo est une ville de la province de Santiago del Estero, en Argentine, et le chef-lieu du département de Jiménez. Elle est située à 74 km (87 km par la route) au nord de Santiago del Estero, la capitale provinciale.